# Alberto Colombo (calciatore)
Alberto Colombo (Cesana Brianza, 24 febbraio 1974) è un allenatore di calcio ed ex calciatore italiano, di ruolo centrocampista, tecnico del Monopoli.

## Carriera

### Giocatore
Colombo, da giocatore ha giocato in Serie B con le maglie di Como, Monza e AlbinoLeffe ad anche nella seconda serie svizzera con la maglia del Chiasso. Nel 2006 ha chiuso la carriera da calciatore tra i professionisti con il Montichiari in Serie C2.
Nel 2007 ha partecipato al raduno di Equipe Lombardia dei calciatori senza contratto.

### Allenatore
Dal 16 luglio 2013, dopo aver appeso le scarpe al chiodo, alla fine del suo primo anno di allenatore della Berretti bustocca inizia la carriera da allenatore della prima squadra sulla panchina della Pro Patria.
Il 15 luglio 2014 viene annunciato come nuovo allenatore della Reggiana per la stagione successiva. Il 22 maggio 2016, dopo essere arrivato alla semifinale nei play-off della Lega Pro 2014-2015 ed aver ottenuto il settimo posto nel campionato successivo rescinde consensualmente con la società emiliana.
Il 14 marzo 2017 sostituisce William Viali sulla panchina del Südtirol, firmando un contratto valido fino al termine della stagione.
Il 1º luglio firma un contratto annuale con rinnovo in caso di promozione, che lo lega al Vicenza. Il 19 novembre, in seguito alla sconfitta interna col Mestre per 0-2, viene esonerato.
Il 20 febbraio 2019 viene annunciato come nuovo allenatore dell'Alessandria in sostituzione di Gaetano D'Agostino, con la squadra al tredicesimo posto.
Il 2 luglio 2019 firma un contratto con l'Arzignano Valchiampo, neopromosso in Serie C. Non riesce ad evitare la retrocessione della squadra in Serie D.
Il 18 marzo 2021 si accorda con la Virtus Francavilla, club di Serie C, subentrando all'esonerato Bruno Trocini. Non confermato dalla società brindisina, nell'estate 2021 passa al Monopoli. Dopo essersi piazzato 5° in campionato, il Monopoli verrà eliminato dal Catanzaro al secondo turno della fase nazionale dei play-off dopo aver avuto la meglio su AZ Picerno, Virtus Francavilla e Cesena. Il 30 maggio 2022 lascia la panchina biancoverde.
Il 22 giugno 2022 viene ingaggiato dal Pescara, militante in Serie C. Il 27 febbraio 2023, dopo una lunga serie di prestazioni deludenti culminata con la sconfitta in trasferta contro l'Audace Cerignola, si dimette da allenatore degli abruzzesi lasciando la squadra al terzo posto a 28 punti di distanza dal Catanzaro capolista e a 16 dal Crotone secondo.
Il 25 giugno 2023 viene nominato nuovo tecnico del Potenza, in Serie C. Il 10 ottobre 2023, all'indomani della sconfitta per 4-1 contro l'Avellino, viene esonerato, nonostante la squadra si trovi al settimo posto.
Risolto il contratto che lo legava ai lucani, il 12 dicembre successivo viene nominato nuovo tecnico del Renate, in quel momento quattordicesimo nel girone A di Serie C. Viene sollevato dall'incarico il 24 marzo 2024.
Il 20 giugno 2024 fa ritorno sulla panchina del Monopoli, club militante in Serie C, con cui firma un contratto biennale. Dopo il terzo posto nella classifica regolare, la squadra di Colombo viene eliminata al primo turno dei play-off nazionali per mano della Giana Erminio.

## Statistiche

### Statistiche da allenatore
Statistiche aggiornate al 14 maggio 2025.
| Stagione            | Squadra              | Campionato      | Campionato | Campionato | Campionato | Campionato | Coppe nazionali | Coppe nazionali | Coppe nazionali | Coppe nazionali | Coppe nazionali | Coppe continentali | Coppe continentali | Coppe continentali | Coppe continentali | Coppe continentali | Altre coppe | Altre coppe | Altre coppe | Altre coppe | Altre coppe | Totale | Totale | Totale | Totale | % Vittorie | Piazzamento |
| Stagione            | Squadra              | Comp            | G          | V          | N          | P          | Comp            | G               | V               | N               | P               | Comp               | G                  | V                  | N                  | P                  | Comp        | G           | V           | N           | P           | G      | V      | N      | P      | %          | Piazzamento |
| ------------------- | -------------------- | --------------- | ---------- | ---------- | ---------- | ---------- | --------------- | --------------- | --------------- | --------------- | --------------- | ------------------ | ------------------ | ------------------ | ------------------ | ------------------ | ----------- | ----------- | ----------- | ----------- | ----------- | ------ | ------ | ------ | ------ | ---------- | ----------- |
| 2013-2014           | Pro Patria           | 1D              | 30         | 8          | 9          | 13         | CI+CI-LP        | 2+3             | 0+1             | 1+1             | 1+1             | -                  | -                  | -                  | -                  | -                  | -           | -           | -           | -           | -           | 35     | 9      | 11     | 15     | 25,71      | 13º         |
| 2014-2015           | Reggiana             | LP              | 38+3       | 18+1       | 11+2       | 9+0        | CI-LP           | 2               | 1               | 0               | 1               | -                  | -                  | -                  | -                  | -                  | -           | -           | -           | -           | -           | 43     | 20     | 13     | 10     | 46,51      | 3º          |
| 2015-2016           | Reggiana             | LP              | 34         | 13         | 13         | 8          | CI+CI-LP        | 2+1             | 1+0             | 0+0             | 1+1             | -                  | -                  | -                  | -                  | -                  | -           | -           | -           | -           | -           | 37     | 14     | 13     | 10     | 37,84      | 7º          |
| Totale Reggiana     | Totale Reggiana      | Totale Reggiana | 75         | 32         | 26         | 17         |                 | 5               | 2               | 0               | 3               |                    | -                  | -                  | -                  | -                  |             | -           | -           | -           | -           | 80     | 34     | 26     | 20     | 42,50      |             |
| mar.-giu. 2017      | Südtirol             | LP              | 9          | 5          | 0          | 4          | CI+CI-LP        | -               | -               | -               | -               | -                  | -                  | -                  | -                  | -                  | -           | -           | -           | -           | -           | 9      | 5      | 0      | 4      | 55,56      | Sub., 12º   |
| ago.-nov. 2017      | Vicenza              | C               | 12         | 4          | 4          | 4          | CI+CI-C         | 2+1             | 1+1             | 0+0             | 1+0             | -                  | -                  | -                  | -                  | -                  | -           | -           | -           | -           | -           | 15     | 6      | 4      | 5      | 40,00      | Eson.       |
| feb.-giu. 2019      | Alessandria          | C               | 12+1       | 5+0        | 4+0        | 3+1        | CI-C            | -               | -               | -               | -               | -                  | -                  | -                  | -                  | -                  | -           | -           | -           | -           | -           | 13     | 5      | 4      | 4      | 38,46      | Sub. 10º    |
| 2019-2020           | Arzignano Valchiampo | C               | 26+2       | 4+0        | 10+1       | 12+1       | CI-C            | 2               | 1               | 0               | 1               | -                  | -                  | -                  | -                  | -                  | -           | -           | -           | -           | -           | 30     | 5      | 11     | 14     | 16,67      | 18º (retr.) |
| mar.-giu. 2021      | Virtus Francavilla   | C               | 6          | 2          | 1          | 3          | -               | -               | -               | -               | -               | -                  | -                  | -                  | -                  | -                  | -           | -           | -           | -           | -           | 6      | 2      | 1      | 3      | 33,33      | Sub. 15º    |
| 2021-2022           | Monopoli             | C               | 36+6       | 17+2       | 8+1        | 11+3       | CI-C            | 2               | 0               | 1               | 1               | -                  | -                  | -                  | -                  | -                  | -           | -           | -           | -           | -           | 44     | 19     | 10     | 15     | 43,18      | 5º          |
| 2022-feb. 2023      | Pescara              | C               | 29         | 14         | 6          | 9          | CI-C            | 2               | 1               | 0               | 1               | -                  | -                  | -                  | -                  | -                  | -           | -           | -           | -           | -           | 31     | 15     | 6      | 10     | 48,39      | Dimiss.     |
| ago.-ott. 2023      | Potenza              | C               | 7          | 3          | 1          | 3          | CI-C            | 1               | 0               | 1               | 0               | -                  | -                  | -                  | -                  | -                  | -           | -           | -           | -           | -           | 8      | 3      | 2      | 3      | 37,50      | Eson.       |
| dic. 2023-mar. 2024 | Renate               | C               | 16         | 6          | 2          | 8          | CI-C            | -               | -               | -               | -               | -                  | -                  | -                  | -                  | -                  | -           | -           | -           | -           | -           | 16     | 6      | 2      | 8      | 37,50      | Sub., Eson. |
| 2024-2025           | Monopoli             | C               | 34+2       | 15         | 12         | 7+2        | CI-C            | 2               | 1               | 0               | 1               | -                  | -                  | -                  | -                  | -                  | -           | -           | -           | -           | -           | 38     | 16     | 12     | 10     | 42,11      | 3º          |
| 2025-2026           | Monopoli             | C               | 0          | 0          | 0          | 0          | CI-C            | 1               | 1               | 0               | 0               | -                  | -                  | -                  | -                  | -                  | -           | -           | -           | -           | -           | 1      | 1      | 0      | 0      | 100,00&    | in corso    |
| Totale Monopoli     | Totale Monopoli      | Totale Monopoli | 78         | 34         | 21         | 23         |                 | 5               | 2               | 1               | 2               |                    | -                  | -                  | -                  | -                  |             | -           | -           | -           | -           | 83     | 36     | 22     | 25     | 43,37      |             |
| Totale carriera     | Totale carriera      | Totale carriera | 303        | 117        | 85         | 101        |                 | 23              | 9               | 4               | 10              |                    | -                  | -                  | -                  | -                  |             | -           | -           | -           | -           | 326    | 126    | 89     | 111    | 38,65      |             |